# Zygaena loti
Zygène du lotier, Zygène du fer à cheval
Espèce
La Zygène du lotier, ou Zygène du fer à cheval (Zygaena loti), est une espèce de lépidoptères de la famille des Zygaenidae et de la sous-famille des Zygaeninae.

## Taxonomie
Le genre Zygaena est subdivisé en 3 sous-genres ; l'espèce ici traitée appartient au sous-genre nominal Agrumenia.

## Description

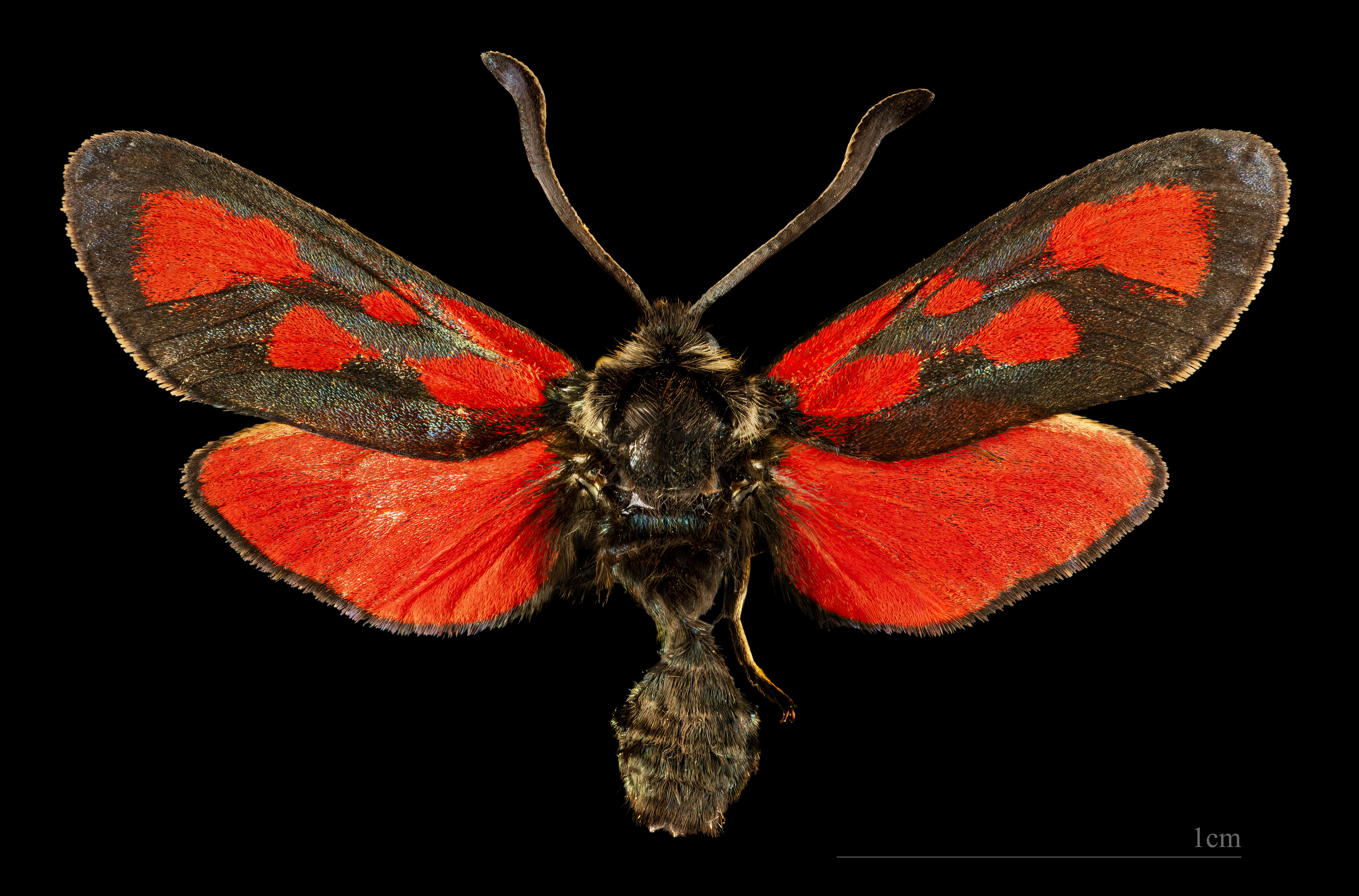
♀ MHNT
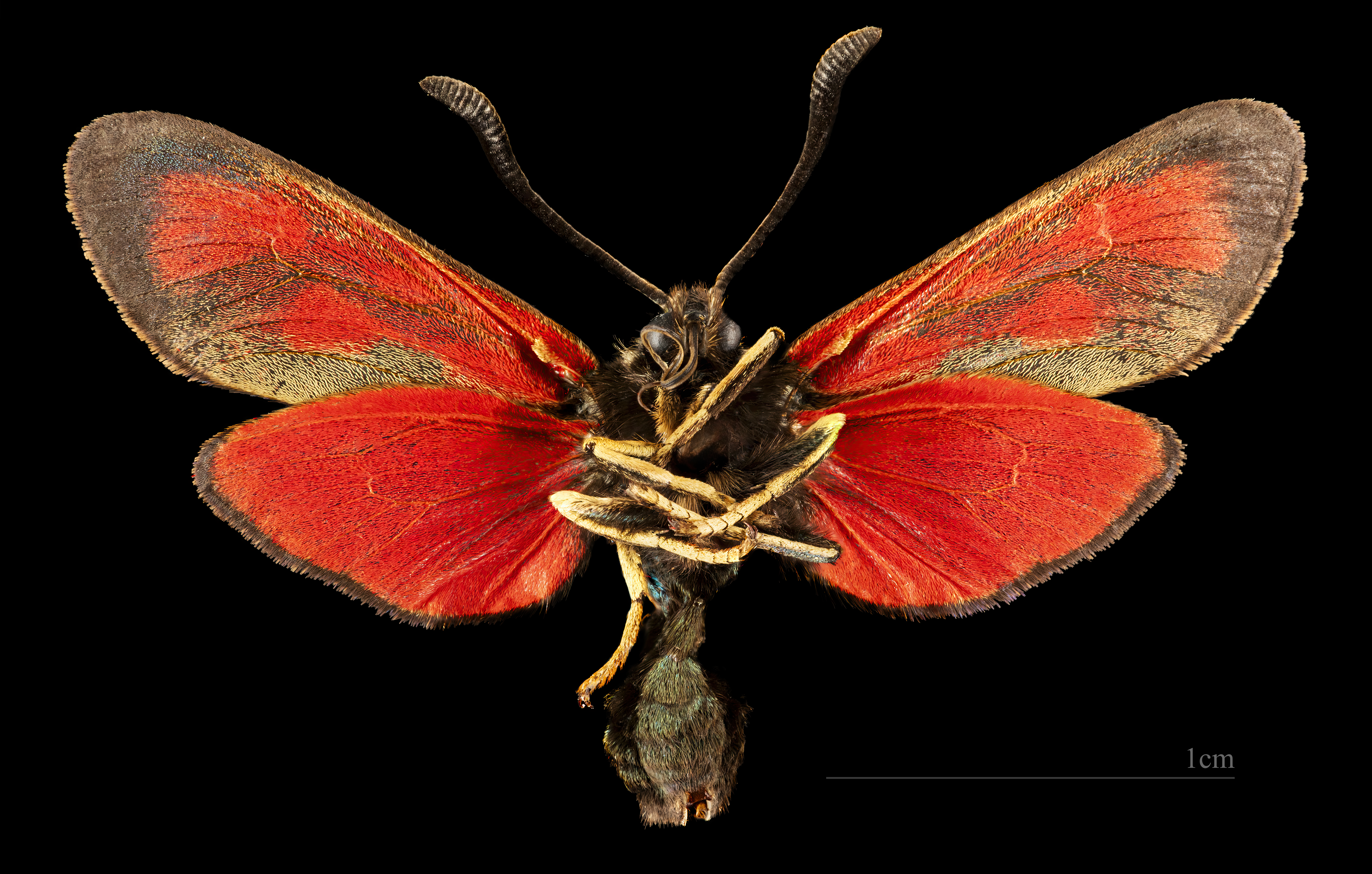
♀ △

## Noms vernaculaires
- la Zygène de l’hippocrépis ou du fer à cheval
- la Zygène du lotier
- la Zygène de la faucille - allusion aux gousses arquées en forme de faucille de l'astragale réglisse (Astragalus glycyphyllos)
- la Zygène de la millefeuille[réf. nécessaire] (que la chenille ne consomme pas)

## Biologie
La chenille se nourrit sur diverses fabacées des genres Trifolium, Onobrychis, Hippocrepis, Astragalus, Coronilla et Lotus.